# L'Île-d'Elle
L'Île-d'Elle è un comune francese di 1 456 abitanti situato nel dipartimento della Vandea nella regione dei Paesi della Loira.

## Società

### Evoluzione demografica
Abitanti censiti